# Наумов, Николай Александрович (актёр)
Никола́й Алекса́ндрович Нау́мов (род. 28 февраля 1982 года, Пермь) — российский актёр кино и озвучивания. Известен по роли Коляна Наумова в сериале «Реальные пацаны».

## Биография
Николай Наумов родился 28 февраля 1982 года в Перми в семье военного. Есть младший брат Дмитрий. В детстве будущий артист увлекался поэзией.
Учился в Пермском государственном педагогическом университете на факультете иностранных языков, в котором с 2000 года по приглашению студентов старших курсов начал играть в КВН и почти сразу попал в Высшую лигу. Участник команд КВН «Парма» и «Друзья»
Первой ролью в кино стало камео в сериале «Мангуст» (2003). В 2008 году принимал участие в телешоу «Слава Богу, ты пришёл!». Затем снялся в фильме «ЛОпуХИ» (2009 год), где сыграл инспектора ГИБДД. С 2010 года стал играть главную роль Коляна Наумова в сериале «Реальные пацаны». Актёр так сравнил своё сходство с Коляном:

На самом деле Колян не так уж от меня далёк. Я сам вырос в таком же «неблагополучном» районе и общался с подобными людьми. Что касается меня лично, то я, конечно, не такой брутальный примат: всё-таки считаю себя интеллигентным человеком. Хотя готов подписаться практически под любым поступком своего героя.

В 2011 году сыграл в фильме «Беременный», а также озвучил роль в фильме «Чужие на районе».
В 2012 году вышел фильм «Няньки», где Наумов снялся в главной роли с Араратом Кещяном.

## Взгляды
В начале 2023 года актёра заподозрили в поддержке ВСУ, когда похожий на него человек подошёл после концерта в ОАЭ к Олегу Газманову и потребовал высказаться в поддержку Украины. Вскоре Николай снял видео, где в ироничном ключе опроверг, что находится в Дубае, а также пожелал победы вооружённым силам России в войне с Украиной.
Николай был внесён в список базы данных «Миротворец».

## Фильмография
| Год       |     | Название                     | Роль                                       |
| --------- | --- | ---------------------------- | ------------------------------------------ |
| 2003      | с   | Мангуст                      | камео                                      |
| 2009      | ф   | ЛОпуХИ: Эпизод первый        | старший лейтенант Корочкин                 |
| 2010—2023 | с   | Реальные пацаны              | Колян Наумов                               |
| 2011      | ф   | Беременный                   | репортёр                                   |
| 2011      | ф   | Чужие на районе              | озвучка — Хай-Хэтц (Джумэйн Хантер)        |
| 2012      | ф   | Няньки                       | Дима                                       |
| 2013      | ф   | Друзья друзей                | Валик                                      |
| 2014      | ф   | Корпоратив                   | Игорь                                      |
| 2015      | док | Васенин                      | рассказчик (озвучка)                       |
| 2016      | с   | Бедные люди                  | Андрюха                                    |
| 2017      | с   | Гражданский брак             | Николай                                    |
| 2020      | ф   | Реальные пацаны против зомби | Николай Наумов                             |
| 2022      | ф   | Яйцо Фаберже                 | Беляев                                     |
| 2022      | ф   | Сердце Пармы                 | житель Пермской деревни                    |
| 2023      | с   | И снова здравствуйте!        | Георгий «Гоша», сын Анатолия Владимировича |
| 2023      | ф   | Мальдивы подождут            | помощник начальника службы безопасности    |
| 2023      | с   | Волшебный участок            | Алексей Попов                              |
| 2024      | с   | Морозко                      | Юрий                                       |

## Награды и номинации
- В мае 2012 года русская версия журнала GQ включила Николая Наумова в номинацию «Лицо из телевизора»[5].
- В декабре 2012 года получил премию «Звезда интернета на ТНТ»[6].

## Личная жизнь
Женат на Альбине Сафиной, татарке по отцу и татарке/башкирке по матери с 2007 года. Трое детей: Александр, Сергей, Амина.